# Chim cánh cụt Rockhopper phương Nam

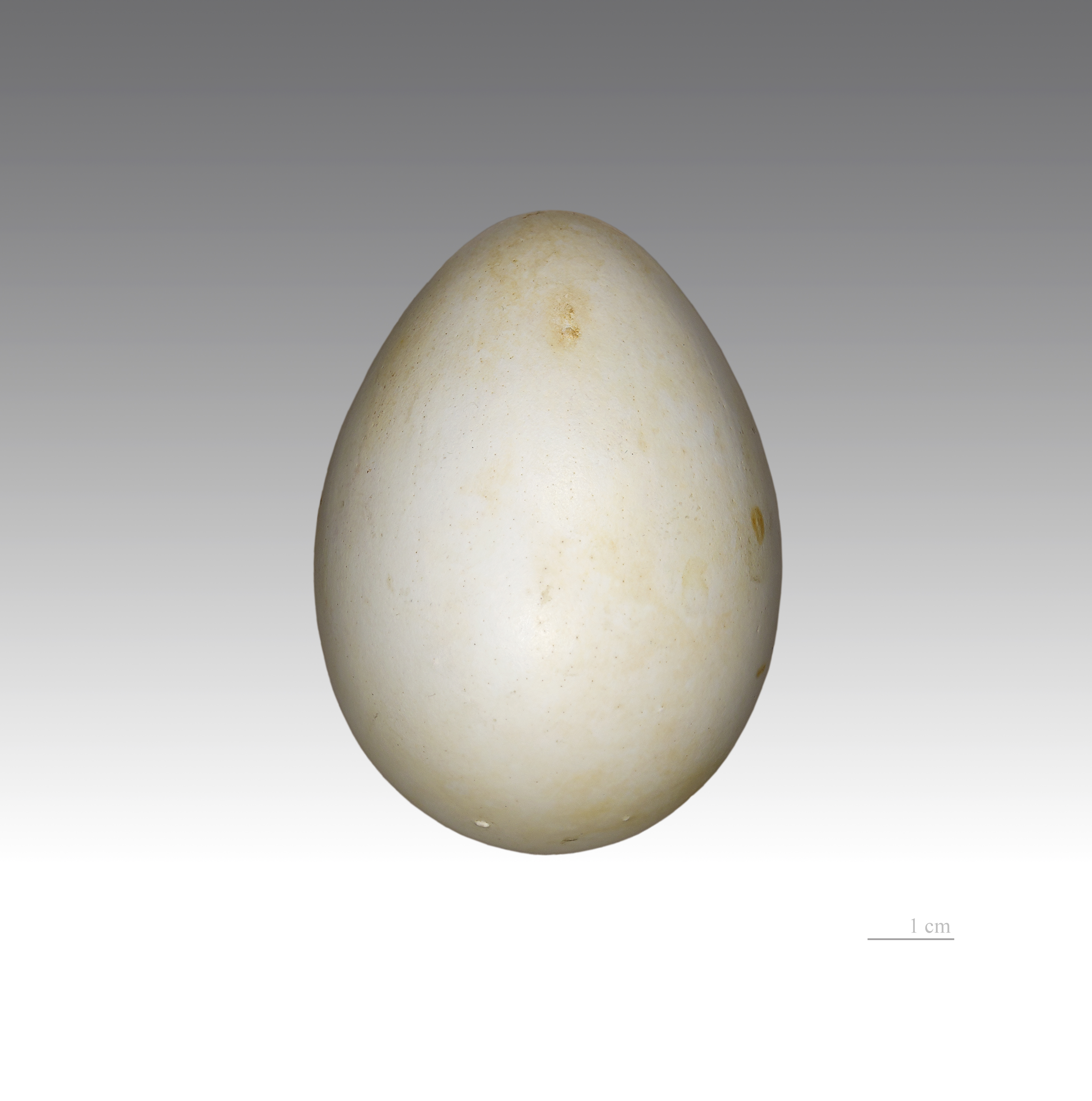
Eudyptes chrysocome

Eudyptes chrysocome là một loài chim trong họ Spheniscidae.
Loài cánh cụt này phân bố ở vùng biển cận nhiệt đới của Tây Thái Bình Dương và Ấn Độ Dương, cũng như xung quanh bờ biển phía nam của Nam Mỹ.

## Hình ảnh

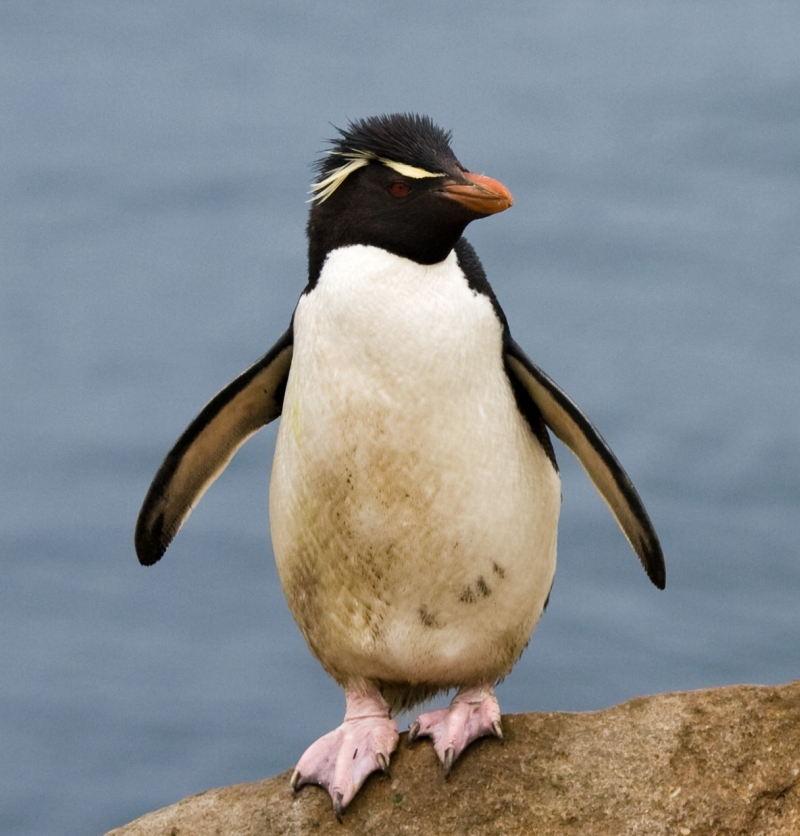
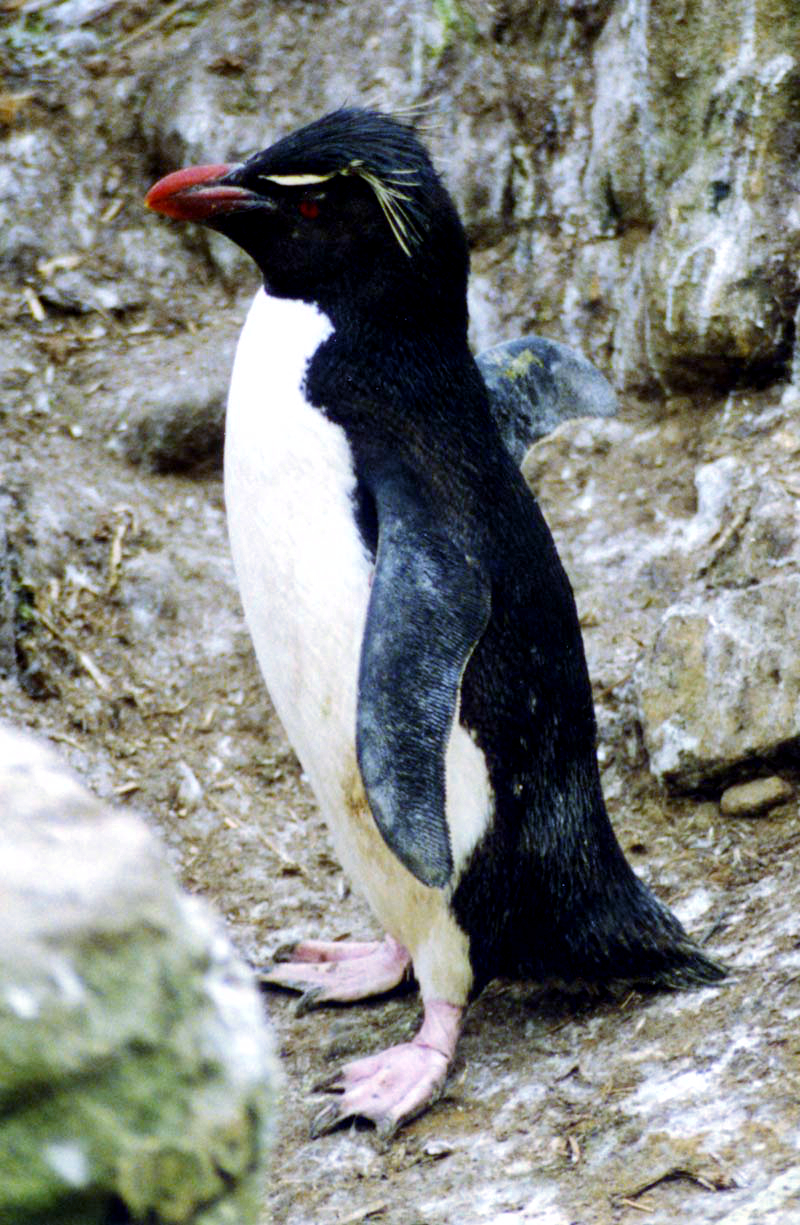
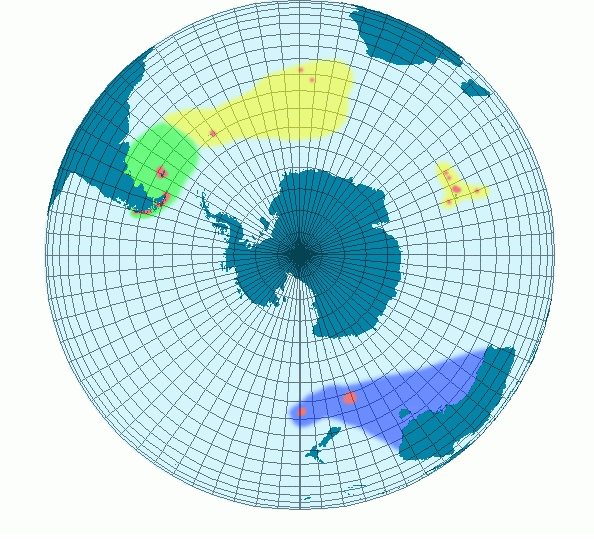
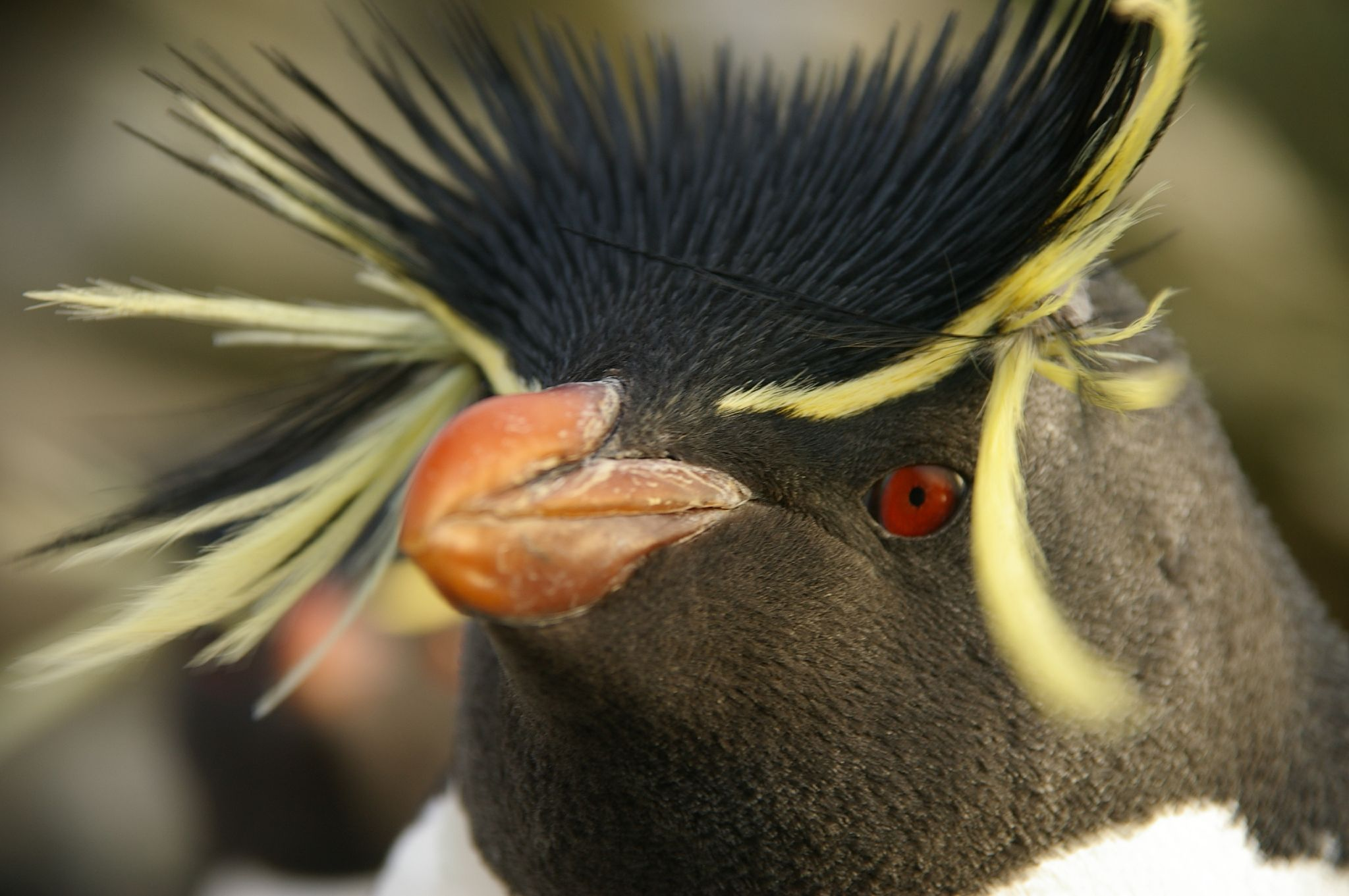

## Miêu tả
Đây là loài chim cánh cụt trắng đen, chỏm đầu màu vàng nhỏ trong chi Eudyptes. Chúng có chiều dài 45–58 cm (18–23 in) và thường nặng 2–3 kg (4,4–7,5 lb), mặc dù có những ghi nhận cá thể trưởng thành lớn đặc biệt nặng 4,5 kg (9,9 lb). Chúng có phần trên màu xám đá phiến và có lông mày màu vàng sáng, thẳng kết thúc trong những chùm màu vàng dài chiếu sang một bên phía sau mắt đỏ